# هنري بي. دو
هنري بي. دو هو سياسي أمريكي، ولد في 4 أكتوبر 1841 في ميثيون في الولايات المتحدة، وتوفي في 4 مايو 1904. نشط حزبياً في الحزب الديمقراطي.